# タングトゥーリ・プラカーシャム
タングトゥーリ・プラカーシャム・パンスル（1872年8月23日 - 1957年5月20日）は、インドの法学者、政治家、社会改革者、反植民地主義者。
弁護士となった後、インド国民会議派の政治家として独立運動に参画。マドラス管区の首席大臣（首相）を務めた後、マドラス州の言語境界による分割に伴って1953年に誕生した旧アーンドラ州の初代首席大臣（首相）となった。
人々からは「アーンドラ・ケサリ」（アーンドラのライオン）と呼ばれた。

## 出生後
マドラス管区のオンゴールにあるKanaparthi村のVinodarayuni 集落（現在のアーンドラ・プラデーシュ州プラカーシャム県）で、テルグ語を話す家庭に生まれた。
父のT. Gopalakrishnayyaは村の長であったが、特段裕福というわけではなかった。11歳のときに父親が亡くなり、母親はオンゴールで、当時見下されていた職業である下宿屋の経営を行うことになった。
学校では成績優秀で、レスリングも得意だった。学校でプラカーシャムの教師であったE. ハヌマンタ・ラーオは、ラージャムンドリーに移る際、彼により多くの教育機会を与えるため、一緒に連れて行った。1890年には、Chilakamarti Lakshmi Narasimhamの戯曲 Gayopakhyanam に教師と一緒に出演している。彼は幼いころから弁護士になることに興味があったが、大学入試で失敗した。しかし、なんとかマドラスに出て、二級弁理士になった。ラージャムンドリーに戻ると、ついに弁護士として成功を収めた。29歳のときにラージャムンドリーの市長に当選した。この選挙は、プラカーシャムにとって楽なものではなかった。彼は、ザミーンダールのカンチュマルティ・ラーマチャンドラ・ラーオから教育費の支援を受けるとともに、長い間ラージャムンドリーの市議会議員と名誉治安判事も務めさせてもらっていた。ラーマチャンドラ・ラーオには、当時の裕福な地主であったラージャ、ヴォゲティ・ラーマクリシュナヤという後ろ盾があった。プラカーシャムは、ラーマチャンドラ・ラーオとは政治的には正反対の立場にあったが、彼から大きな支援を受けた。

## 渡英
あるとき、友人のイェルリ・ナラシマムが敵対勢力に不当に陥れられる事件が起こった。プラカーシャムはその事件の管轄を他地区へ移すよう副郡長に請願したが却下され、マドラス高裁に控訴したところ、裁判官は審理もせずにその事件を却下した。二級弁理士であったプラカーシャムは、法廷弁護士にしか認められていなかった高等裁判所での弁護をすることができなかった。このときの法廷弁護士（バリスター）の一人が、彼の法に関する眼識に感心し、法廷弁護士になることを勧めた。プラカサムは、この考えを胸に抱いたまま、イギリスへ留学して法律を学ぶことを決意した。当時、海を渡ることは冒涜的な行為だと思われていた。しかし、マハトマ・ガンディーがそうであったように、プラカサムも非菜食や喫煙、飲酒を控えることを母親と約束をした。1904年、彼はイギリスに渡った。イギリスでは、王立インド協会に入り、ダーダーバーイー・ナオロージーの庶民院（下院）議員選挙戦に貢献した。

## 弁護士から政治家へ

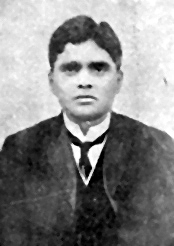
法廷弁護士時代のプラカーシャム

プラカーシャムは、ロンドンで法廷弁護士のコースを優秀な成績で修了した後、帰国してマドラス高等法院に籍を移した。彼はテルグ人として成功した数少ない法廷弁護士の一人となった。それまで成功した弁護士のほとんどは、ヨーロッパ人かタミル人だったのである。彼は、民事事件と刑事事件の両方を扱った。後者のうち、重要な事件の1つがアッシュ殺害事件である。ロバート・アッシュはティルネルヴェーリの県長官であったが、1907年、活動家のVanchinathanに射殺された。ベンガル出身の民族主義者ビーピーン・チャンドラ・パールが、この地方を巡回して民族主義について激しい演説をしていたときである。プラカーシャムは、被告人の1人を弁護し、軽い刑で済むような判決を勝ち取った。プラカーシャムは、法律雑誌「ロー・タイムズ」の編集にも携わっていた。同年、マドラスで行われたビーピーン・チャンドラ・パールの講演会では、責任者を務めた。当時の政府がパルの講演を扇動行為とみなしていたことから、他の人々は名乗り出たがらなかった。ラクナウ協定以降、彼は定期的に国民会議派の会合に出席するようになり、1921年10月にはサティヤーグラハの誓約に署名している。弁護士業は1921年1月21日に廃業した。彼はまた、新聞「スワラージャ」（Swarajya、「自己の支配」の意）を創刊し、自ら編集者を務めた。この新聞は、英語、テルグ語、タミル語で同時に発行された。
プラカーシャムは国民学校とカーディー（天然繊維を使った手紡ぎ、手織りの布）の生産センターも経営していた。1921年12月、アフマダーバード大会で国民会議派の書記長に選出された。暴動などの不安や争いごとがあると、彼は必ずその場にいて人々を落ち着かせるよう努めた。アカーリー・サティヤーグラハ（アカーリー運動）やムルターンのヒンドゥー・ムスリム暴動の際には、パンジャーブを訪問した。モプラー反乱（マラバール反乱）の際には、地域外からの訪問が禁止されているにもかかわらずケララ州を訪問し、その結果、ウダカマンダラムにある自分の土地を政府に没収された。1922年、非協力運動の最中、彼はグントゥールで3万人の国民会議派有志によるデモを組織した。1926年、彼は国民会議派の公認候補者として中央立法院議員に選出された。

## アーンドラ・ケサリの称号と独立への闘い
イギリスで設置されたインド独立問題の調査にあたる委員会であるサイモン委員会（インド法定委員会）が1928年2月にインドを訪問したとき、国民は「サイモン、帰れ」というスローガンを掲げてボイコットを行った。このボイコットにはさまざまな理由があったが、最も重要なことは、委員会のメンバーにインド人が一人たりとも入っていなかったことである。委員会は、行く先々で黒旗のデモで迎えられた。委員会がマドラスを訪れたとき、プラカーシャムは、「サイモン委員会に帰れ」というスローガンを掲げて抗議運動を組織した。イギリス兵は、彼が率いるデモ隊に警告を発し、もしデモ隊が一歩でも前に出たら撃つと脅した。プラカサム・パントゥルは、胸を張って前に出て「撃ってみろ」と啖呵を切った。これにはイギリス兵も唖然とし、銃を下したという。この勇気ある行動から、彼は「アーンドラ・ケサリ（Andhra Kesari、アーンドラのライオン）」と敬意を込めて呼ばれるようになった。

プラカーシャムとラージャゴーパーラーチャーリー

1930年、国民会議派が全議員の辞職を求めたとき、彼は辞職したが、その代替案については納得がいかず、独立候補として補欠選挙に出馬して勝利した。マダン・モハン・マラヴィヤ率いる国民会議派に加わったが、マハトマ・ガンディーと国民会議派の塩の行進の後、再び離党し、他の議員もそうするよう説得した。プラカーシャムは議員も辞職して、マドラスで税法破りの先頭に立った。その間、政府から要求された高額な保証金のために『スワラージャ』の発行を中断せざるを得なかった。1931年のガンディー・アーウィン協定後に復刊したが、資金繰りの問題で再び中断を余儀なくされた。1935年に再び再開を試みたが、やはり成功しなかった。
1937年、国民会議派は地方選挙に臨み、マドラス管区などで過半数を獲得した。プラカーシャムは首相候補にも名前が挙がっていたが、国民会議派運営委員会の意向で、現役政治家に復帰したラージャゴーパーラーチャーリーに譲ることになった。プラカーシャムは大蔵相となり、英国政府のザミンダーリー制度によって引き起こされた農業の構造的歪みを調査するザミンダーリー調査委員会を設立し、その議長に就任し、分厚い報告書を編むという大きな功績を挙げた。第二次世界大戦が始まると、インドの参戦について政府から相談がなかったとして国民会議派の閣僚たちは辞任した。プラカーシャムは、1941年に南インドの著名な指導者としてははじめて、個人で戦争反対のサティヤーグラハを行った。

プラカーシャムとジャワハルラール・ネルー

プラカサムは、1942年のクウィット・インディア運動（「インドを立ち去れ」運動）に参加したため逮捕され、3年以上の間投獄された。1945年に釈放された後、彼は南インドを巡り、再び大衆と触れ合う機会を得た。

## マドラス管区首相
1946年、マドラス管区の選挙で国民会議派が勝利すると、4月30日にプラカーシャムが首席大臣（首相）に就任した。彼はタミル人の指導者カマラージとともに、ガンディーやネルーといった首脳陣が選んだラージャゴーパーラーチャーリーが首相になることに反対していた。しかし、様々な利害関係者や汚職の容疑者への対応が不十分であるとされ、政権はわずか11か月しか続かなかった。プラカーシャムが自らの意向に反した行動をとったために、ガンディーはプラカーシャムが贈り物を受け取って党費を使ったことを非難し、国民会議を離党するよう命じた。

1946年、マドラス大統領府首相となったプラカーシャムと閣僚たち、および元インド大統領ヴァラーハギリ・ヴェンカタ・ギリ（右側）。

1953年、アーンドラ州首相となったプラカーシャムと閣僚たち、元インド大統領ニーラム・サンジーヴァ・レッディ（右側から1人目）。

プラカーシャムは首相在任中、州内の既存の繊維産業をすべて廃止し、カーディーの製造・織物工場に置き換えることを公言した。1947年2月には、共産主義者たちが本格的な反乱を起こした。プラカサムは、ヴァッラブバーイー・パテールの助言を受けて、放火犯の逮捕と厳しい取り締まりを行った。

## 独立後
プラカサムは、身の安全を案じたネルー首相に警告していたにもかかわらず、ニザームがまだ権力を握っていた1948年にニザーム藩王国を訪れた。彼はラザーカールのリーダーであるカーシム・ラズヴィーに会い、「自分の運を押し広げすぎる」ことのないように警告した。
1952年、彼はハイデラバード州プラジャ党（ハイデラバード州人民党）を結成し、国民会議派の現職閣僚をすべて敗退させるように仕向けた。しかし、プラジャ党は自力で政権を取ることができず、彼が組んだ連立は、政権を握る前に崩壊してしまった。
一方で、1952年12月、革命家のPotti Sreeramuluが、テルグ語圏の人々のための独立国家を求めて断食した末に死亡した。1953年10月1日にはアーンドラ州が誕生し、プラカーシャムは満場一致で新州の首席大臣（首相）に選ばれた。彼は、党が選んだだけでなく、国民が選んだのである。しかし、汚職容疑や共産党の反対、社会党の支持の停止などにより、政権は1年で倒れた。1955年に中間選挙が行われ、その時にはプラカサムはほぼ現役の政治家からは退いていた。1956年11月1日、旧ハイデラバード州のテルグ語圏の一部がアーンドラ州と合併し、アーンドラ・プラデーシュ州が誕生した。ハイデラバード州のマラーティー語圏の一部（アウランガーバード県）はボンベイ州（後にグジャラート州とマハーラーシュトラ州に分割）と、カンナダ語圏の一部（グルバルガ地区）はマイソール州と合併された。プラカーシャムの熱心な信奉者で後にインド大統領となるニーラム・サンジーヴァ・レッディが州首相に就任した。プラカーシャムは、不可触民問題の改善を訴えて州内を精力的に回った（ハリジャン運動）。そのような中、オンゴール近郊のハリジャンワダを訪れた際、重度の日射病に罹患した。ハイデラバードのオスマニア総合病院に収容され、18日間の闘病生活の末、1957年5月20日にそこで亡くなった。

## プラカーシャムに由来する施設
- アーンドラ・ケサリ大学（オンゴール）[14]

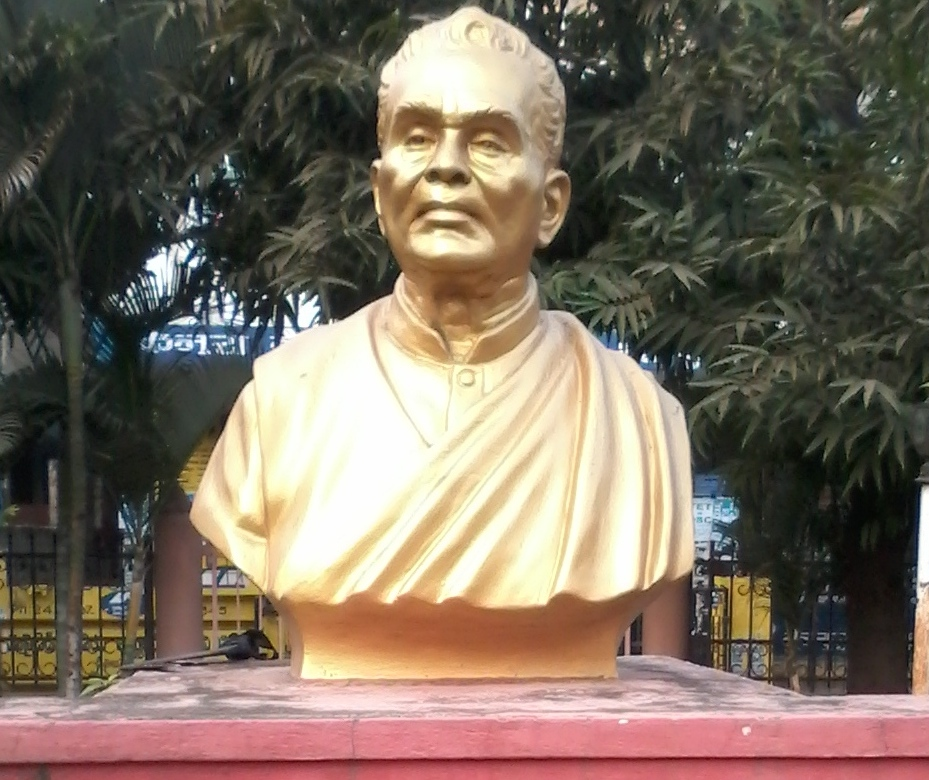
プラカーシャムの胸像（ラージャムンドリー）

- Sri Tanguturi Prakasam Memorial Institute of Advance Studies in Education（ネルール）
- Sri Prakasam Government Junior College & High School（プラカーシャム県アダンキ）
- Andhra Kesari Centenary Junior College Degree College（ラージャムンドリー）
- プラカーシャム工科大学（プラカーシャム県Kandukur）
- Sri Tanguturi Prakasam Pantulu Government Junior College（東ゴーダーヴァリ県近郊ヤーナム地区）
- Andhra Kesari Yuvajana Samiti（社会文化団体、1962年設立）
- Andhra Kesari Prakasam Junior College（プラカーシャム県Chirala）
- Prakasam Public School（プラカーシャム県Inkollu）
- Andhra Kesari Vidya Kendram Junior College（プラカーシャム県オンゴール）
- Sri Prakasam Vidya Niketan High School（ハイデラバード県Anand Nagar Colony）
- Andhra Kesari Tanguturi Prakasam Pantulu Government High School（ヴィジャヤワーダ）
- Prakasam centenary Memorial High school, Rajamahendravaram（ラージャムンドリー）
- Nrithya Prakasha Varshini（ベンガルール）- プラカーシャムの孫娘Shyamala Muralikrishnaによって創設されたダンススクール

## プラカーシャムに由来する地名
- プラカーシャム県（英語版）（アーンドラ・プラデーシュ州）[1]
- プラカーシャム町（テランガーナ州Begumpet）
- プラカーシュ町（旧プラカーシャム町、ラージャムンドリー）
- プラカーシュ町（ヴィシャーカパトナム）
- アーンドラ・ケサリ町（ネルール県）

## 自伝

プラカーシャムの葬送

プラカーシャムの自伝は、『Naa Jeevitha Yatra（我が人生の旅）』というタイトルで、Telugu Samithiから出版されている。この本は4つの部分からなる。最初の2つは彼の生い立ちとインド独立運動への関わりについて、3つ目はアーンドラ・プラデーシュ州の独立と政権形成について、最後はTenneti Viswanadhamによって書かれたもので、彼の政治キャリアと彼がアーンドラ州にもたらした変化について述べてられている。Emesco社は1972年にこれらを1冊のハードカバー版として出版した。